# Avruga

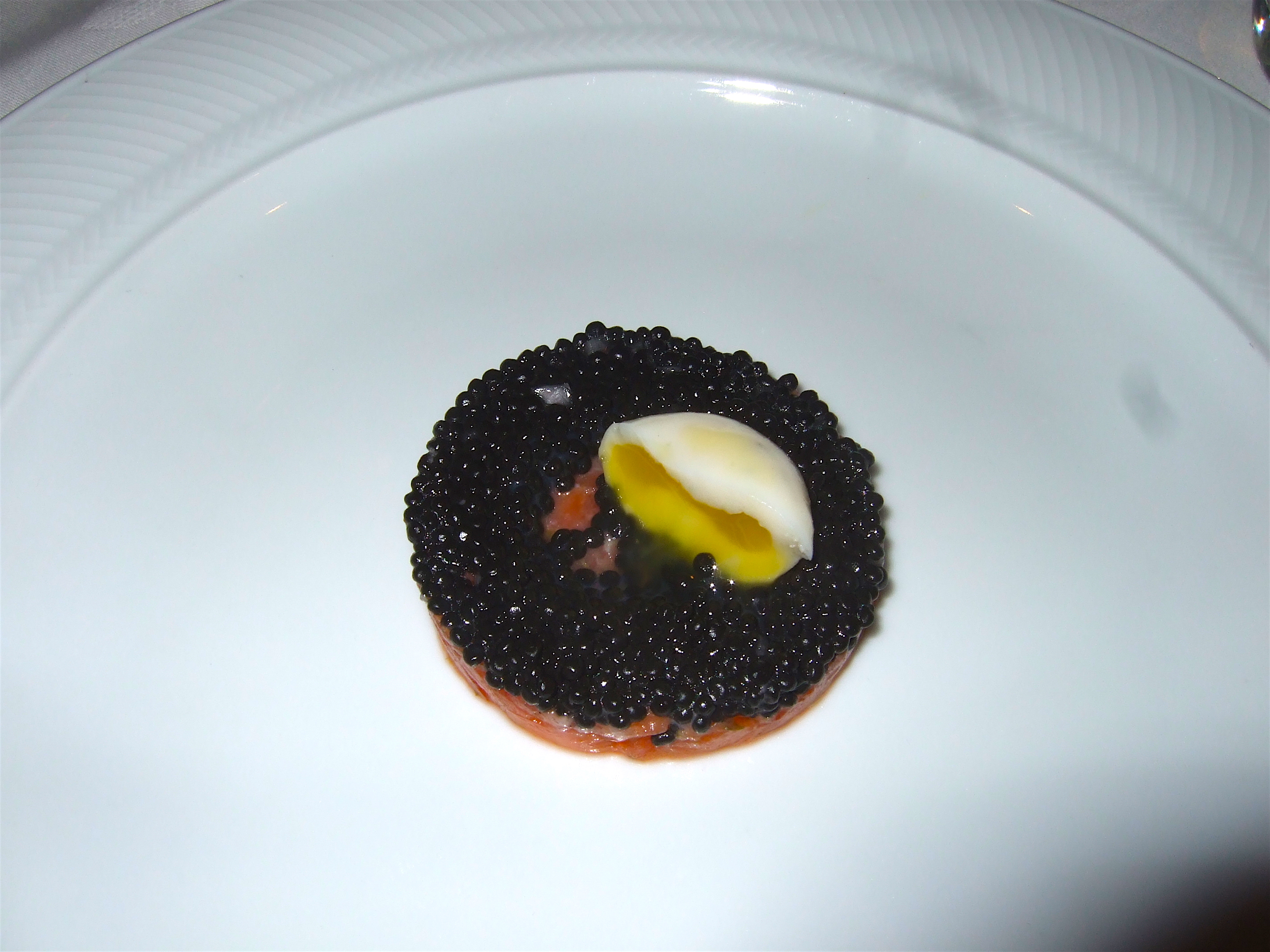
Toast d’avruga avec œuf sur filet de hareng.

L’avruga (du scandinave arënkha de même étymologie que le mot « hareng ») est une denrée de « perles » de hareng fumé, parfois colorées à l'aide d'encre de seiche. Formant une alternative moins coûteuse au caviar, ces « perles » noires et brillantes ne sont pas des œufs de poissons : l’avruga est fabriqué à partir de la chair de hareng sauvage fumé, en utilisant une technique appelée « micronisation ». Le principal producteur d’avruga est la compagnie espagnole Pescaviar sous label Marine Stewardship Council.